# Enno Johann Heinrich Tjaden

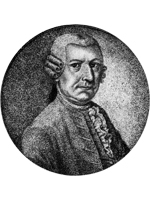
Enno Johann Heinrich Tjaden (1722–1781)

Enno Johann Heinrich Tjaden (auch Tiaden, * 18. Juli 1722 in Aurich; † 3. April 1781 ebenda) war ein ostfriesischer Jurist und Wissenschaftshistoriker.

## Leben
Enno Tjaden entstammte einer Familie, aus der viele Theologen hervorgingen. Sein Vater war Pedell an der fürstlichen Kanzlei in Aurich. Tjaden besuchte die Schule in Aurich (vermutlich das Ulricianum) und studierte anschließend von 1741 bis 1744 an der Friedrich-Schiller-Universität in Jena  Rechtswissenschaften. Nach seinem Studium war er ab 1745 Rechtsanwalt in Aurich, später noch Kriminal- und Assistenzrat.
Schon während seines Studiums begann er, Material über die Gelehrten Ostfrieslands zu sammeln. Später halfen ihm Johann Conrad Freese und Tileman Dothias Wiarda. Ab 1773 schrieb er an seiner Gelehrtenbiographie. Aufgenommen wurden alle Gelehrten, die in Ostfriesland geboren wurden, sortiert nach Todesdatum beginnend mit dem 16. Jahrhundert und endend 1752. Er korrigierte darin viele Fehler seiner Vorgänger und stützte sich dabei auf Quellen, die inzwischen weitgehend verloren gingen.

## Werk
Tjadens Werk Das gelehrte Ost-Friesland kam in drei Bänden heraus. Er selbst erlebte den Druck nicht mehr. Das Werk wurde zwischen 1785 und 1790 in der Druckerei Borgeest verlegt. Herausgeber waren seine Assistenten Freese und Wiarda sowie seine Söhne.
Heute wird sein Werk kritisch gesehen. So heißt es im Biographisches Lexikon für Ostfriesland: ... eigentlich nur eine kleine und durchaus willkürliche Auswahl ... oder ... provinzielle Beschränktheit Tjadens, der ja mit Ausnahme seiner Jenaer Studienzeit nie aus Aurich herausgekommen ist .... Dennoch war seine Leistung nicht zu unterschätzen, wie auch das Lexikon betont. Er stützte sich nur auf einige Aufzeichnungen von Ehrenreich Gerhard Coldewey und nutzte sonst viele heute verlorene Originalquellen, was ihm auch half, Fehler anderer zu korrigieren.

## Familie
Tjaden war seit dem 24. Juli 1750 mit Gesche Christine Saathof (* 1730; † 23. Dezember 1799) verheiratet. Sie war die Tochter von Christian Ludolf Saathoff und Anna Christine Stürenburg. Das Paar hatte folgende Kinder:
- Johann Philipp (* 27. September 1750; † 1771)
- Anna Christina (* 22. Juli 1752; † 7. Februar 1753)
- Ludolf Christian Anton (* 5. September 1756; † 6. Juli 1799) Gerichtsassessor in Leer ⚭ 25. April 1787 Catharina Luise (Louise) von Glan (* 6. September 1769 (auch: 2. September 1773); † 27. April 1837)
- Dietrich Hermann (* 13. Oktober 1758; † 3. November 1825), Jurist

Sein Bruder Tobias Hieronymus Tjaden (* 1730; † 7. Mai 1805) wurde Bürgermeister von Aurich.